# Noise (album)
Noise – czwarty studyjny album Archive wydany 26 kwietnia 2004 roku.

## Lista utworów
1. „Noise” – 3:50
2. „Fuck U” – 5:31
3. „Waste” – 9:44
4. „Sleep” – 4:54
5. „Here” – 1:02
6. „Get Out” – 4:24
7. „Conscience” – 3:45
8. „Pulse” – 4:44
9. „Wrong” – 0:56
10. „Love Song” – 6:12
11. „Me and You” – 4:15